# حسيسن
الشيخ حسيسن وهو أحسن العربي بن عمر 1929-1959، مطرب شعبي جزائري.

## نشأته
ولد الشيخ حسيسن يوم 8 ديسمبر 1920 بحي القصبة بالجزائر العاصمة في عائلة تعود أصولها إلى منطقة تيزي وزو. تعلم العزف بمفرده وعزف على المندولين والقيثارة والمندول. دخل الحياة الفنية عام 1944 والتحق بعدد من الفرق الموسيقية غير أنه غادرها «لاتسامها بالطابع الغربي في أنغامها ونظمها» ثم كون فرقته الخاصة، وغنى الفن الشعبي الجزائري، وجابت شهرته الجزائر. وقد جاء في مقال عنه نشرته جريدة العمل التونسية عند وفاته بأنه كان «يتمتع بشعور رقيق جدا، وإحساس رهيف وإنسانية شفوقة عادلة وحب جارف في خدمة الآخرين والمتفاني في المصلحة العامة الأمر الذي مكنهُ في قلوب الأوساط الفنية خصوصا وجميع الأوساط الشعبية عموما».

## في جبهة الفن
انتمى حسيسن قبل أندلاع ثورة 1 نوفمبر 1954 إلى حركة انتصار الحريات الديمقراطية التي يتزعمها مصالي الحاج. انتقل إلى فرنسا في جويلية 1957، ولكنه لم يلبث بها طويلا حيث انتقل منها إلى تونس مستجيبا لنداء جبهة التحرير الوطني الذي وجهته إلى الفنانين ليكونوا الفرقة الوطنية الفنية التي كانت تنشط بتونس. وقام معها بإحياء حفلات وسهرات في عدة بلدان.
توفي حسيسن يوم 29 سبتمبر 1959 بالمستشفى الصادقي بتونس العاصمة، ودفن بمقبرة الجلاز، تاركا زوجة وثلاثة أطفال. وفي عام 2012، نقل رفاة الفنان إلى مقبرة القطار بالجزائر العاصمة.

## من أغانيه
- راح طيري نهار الجمعة
- ٍالخمسة أوقات